# کریستین اشمیت (بازیکن فوتبال)
کریستین اشمیت (انگلیسی: Christian Schmidt; ۹ ژوئن ۱۸۸۸ – ۱۹ مارس ۱۹۱۷) بازیکن فوتبال اهل امپراتوری آلمان بود.
از باشگاه‌هایی که در آن بازی کرده‌است می‌توان به اشاره کرد.
وی همچنین در تیم ملی فوتبال آلمان بازی کرده‌است.